# Grabendach

Grabendach hinter einer Attika

Das Grabendach (auch Trogdach) ist in der Architektur eine Dachform, bei der die Dachflächen im Gegensatz zum Satteldach nach innen abwärts geneigt sind; sie stoßen also anstatt oben im Dachfirst vielmehr unten in einer Zwischenrinne aneinander. Die begriffliche Trennung zum ähnlichen Schmetterlingsdach ist unscharf, doch ist das Schmetterlingsdach an den Giebel- und Firstseiten eher offen und auskragend ausgebildet.

## Gestalt und Geschichte
Das Grabendach ist typologisch auch als „zwei zueinander geneigte Pultdächer“ beschrieben worden. Das Grabendach ähnelt auch dem Paralleldach sowie dem Sheddach und kann seriell beliebig lange aneinandergereiht werden.
In der historischen Architektur wurde das Grabendach häufig durch die hochgezogene Mauerscheiben der Fassade mit einer Attika verdeckt, sodass die Dachform von der Straße aus nicht wahrnehmbar ist. Die Form der Attika kann beliebig ausgeführt werden; zumeist ist es ein schlichter horizontaler Abschluss mit einem profilierten Kranzgesims. Es kommen auch Verzierungen vor, wie etwa ein Zinnenkranz. Die notwendige Dachentwässerung musste mittels Durchbrüchen durch die Attika erfolgen. Deswegen sind verdeckte Grabendächer oft erkennbar anhand der typischen mittig angeordneten Regenwasser-Auslässe, wo heute Fallrohre anschließen.

Das Grabendach findet man bei der historischen Inn-Salzach-Bauweise (Inn-Salzach-Stil). Für Salzburg werden als Entstehungsursache im frühen 15. Jahrhundert Brandschutzabsichten angenommen: Im Brandfall schlug bei diesem Dach das Feuer erst verzögert auf das Nachbarhaus über und ein Brand konnte dadurch eher bekämpft werden. In Salzburg wurde das Grabendach bei den meisten Neubauten bis etwa 1830 verwendet. 1920 waren noch 55 Prozent der Salzburger Altstadthäuser mit Grabendächern versehen.

Beispiele
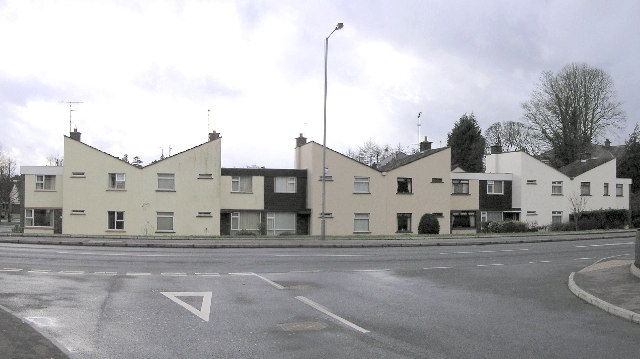
Drei Doppelwohnhäuser mit zum Giebel offenen Grabendach in Omagh (Nordirland)
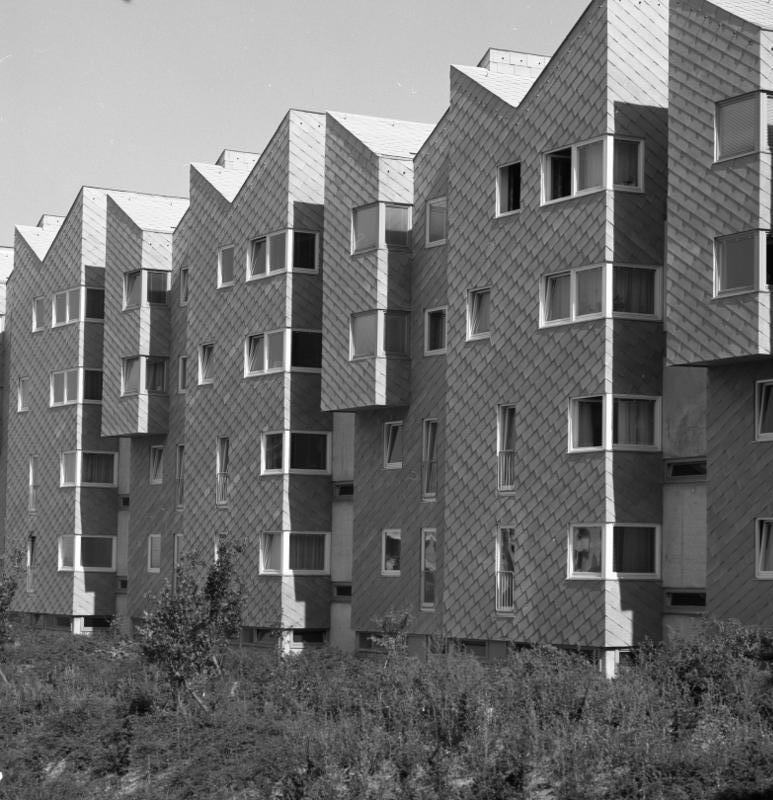
Zum Giebel offene Grabendächer in der Siedlung Stuttgart-Neugereut
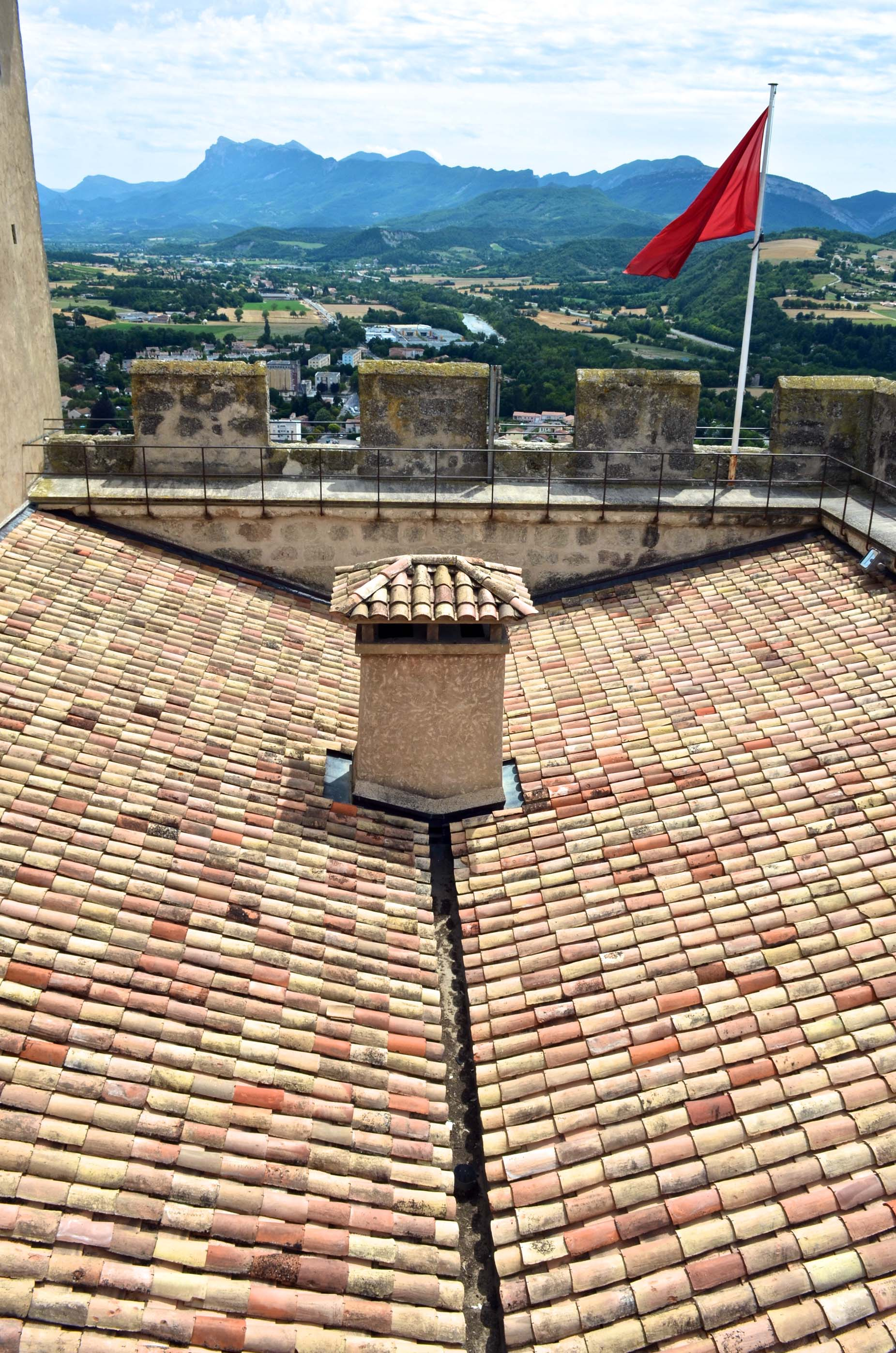
Blick von oben auf ein Grabendach hinter einer Attika (Turm der Burg Crest, Frankreich)
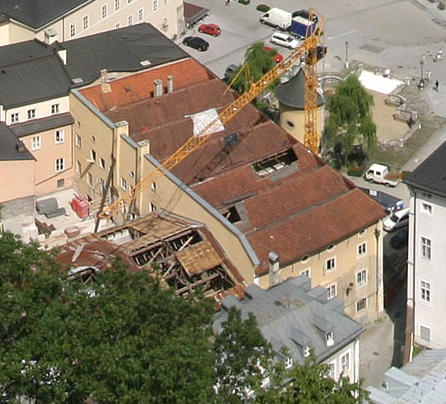
Blick von oben auf eine Grabendach-Reihe (Salzburg, Kapitelplatz)
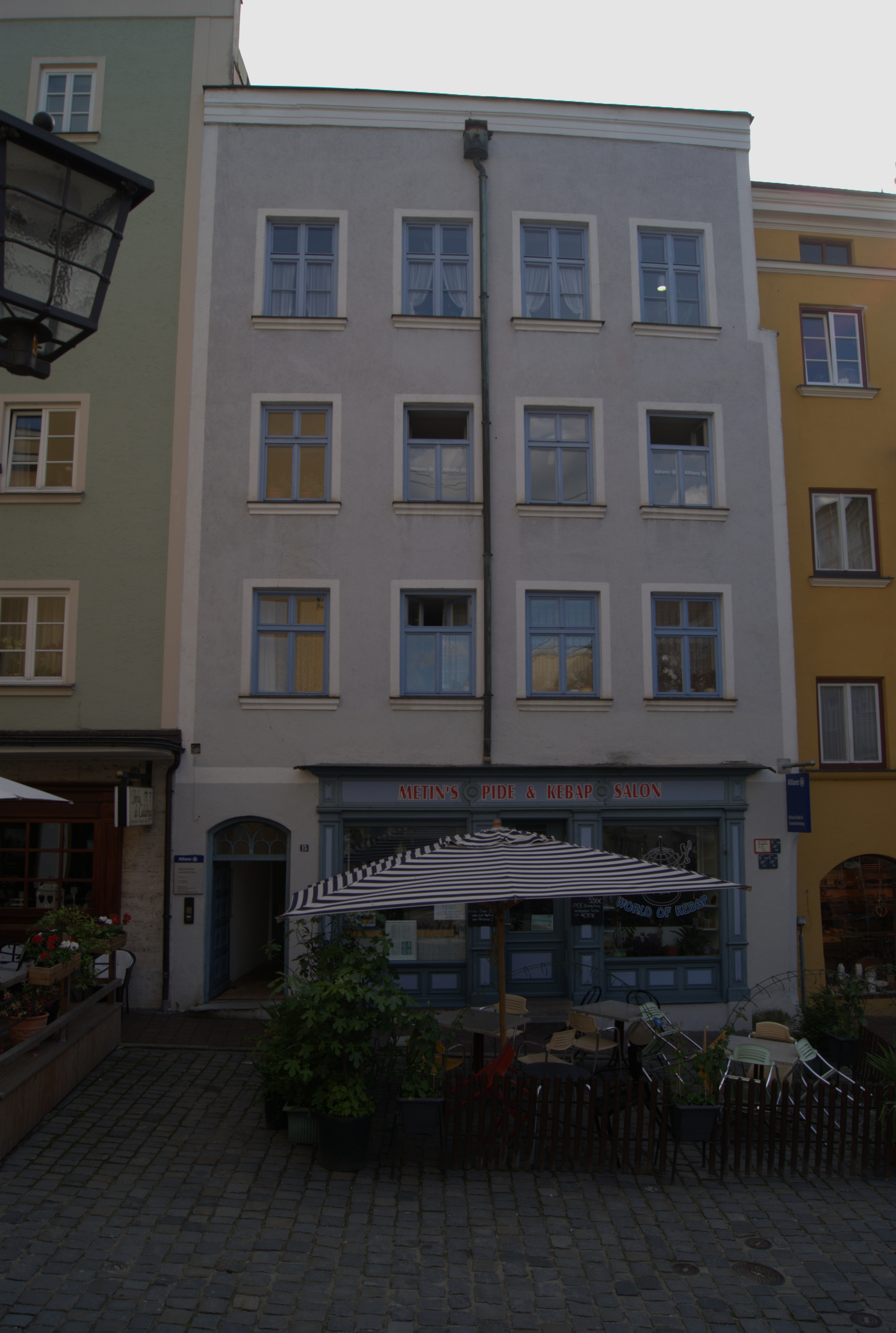
Fassade eines Hauses mit verdecktem Grabendach, erkennbar ist der Regenwasser-Auslass in der Attika (Wasserburg am Inn)
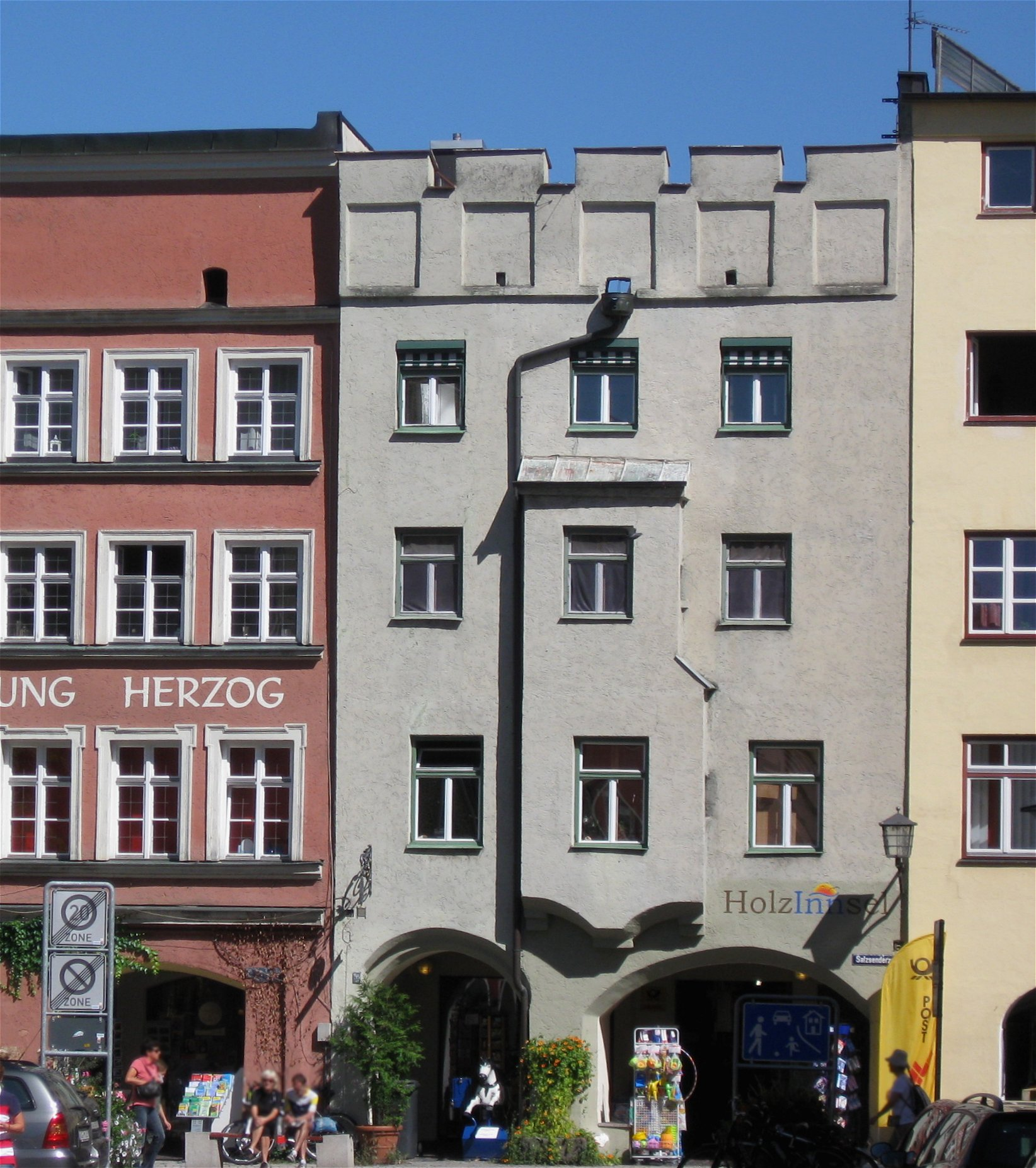
Verdecktes Grabendach hinter einem Zinnenkranz (Wasserburg)
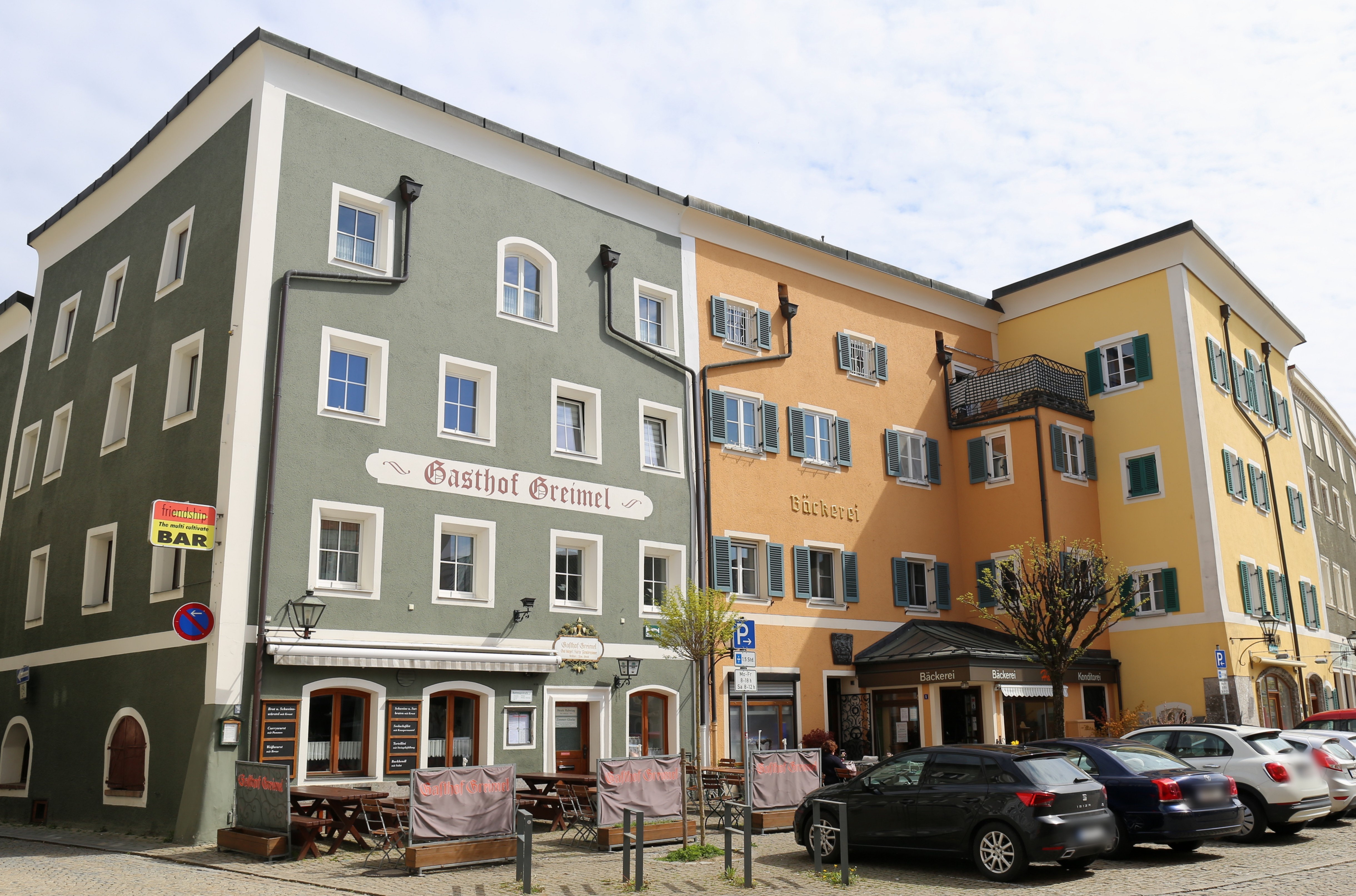
Hinter einem Kranzgesims verborgene Grabendächer, die sich durch Regenwasser-Auslässe zu erkennen geben (Laufen/Salzach)

## Konstruktion und Bauschadensproblematik
Die oberen First-Pfetten und Fußpfetten (somit auch die Dachkehlen des Grabendachs) liegen entweder auf Innenwänden auf oder überspannen den Innenraum frei zwischen den Außenwänden.

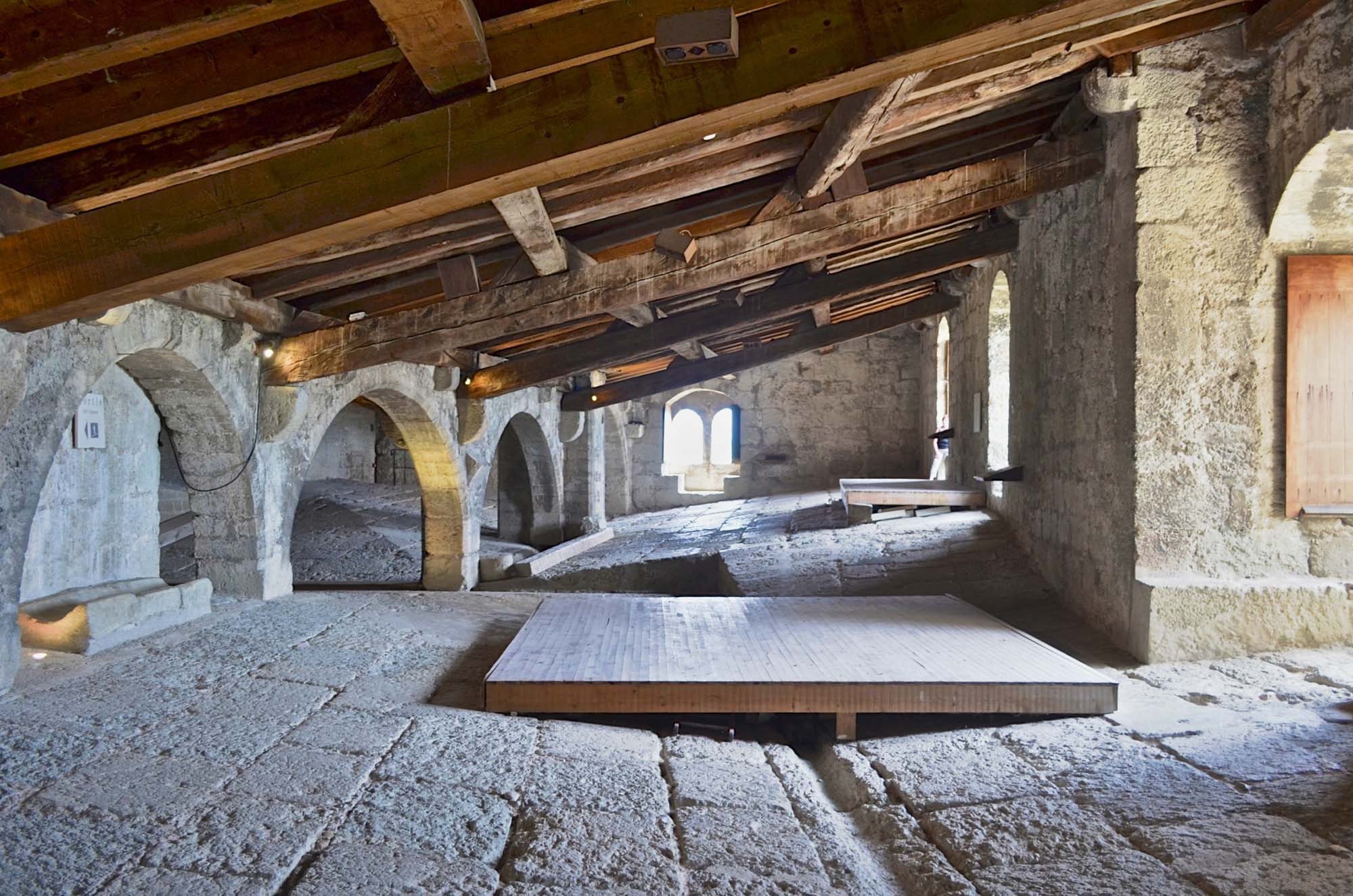
Blick unter die Grabendach-Konstruktion des Turms der Burg Crest

Die Entwässerung von Grabendächern erfolgt heutzutage mit Fallrohren entweder außenliegend oder innenliegend. Beim Grabendach können – ähnlich wie beim Paralleldach und beim Sheddach – bei unzureichender Bauwerksabdichtung Probleme durch stauende Nässe entstehen, wenn Niederschläge nicht ausreichend abgeführt werden. Außerdem gestaltet sich händische Schneeräumung aufwendig.